# Åkulla bokskogar
Åkulla bokskogar (5200 ha) består bland annat av 12 naturreservat som till stor del är privatägda. Inom området finns ett 20-tal sjöar. Skärsjön, Byasjön och Ottersjön är de största. Bokskogarna är lätt tillgängliga.
Vid inventeringar av skogliga nyckelbiotoper under 1900-talet fick man djupare kunskap om områdets höga biologiska värden. Idag anses Åkulla bokskogar som ett av Sveriges främsta bokskogsområden när man ser på rikedomen av ovanliga och hotate arter. För att säkerställa och utöka naturvärdena för framtiden pågår ett arbete med att förbättra skyddet för skogarna.
På stenar och klipphällar i reservatet Toppbjär finns spännande texter inristade. Det var godsägaren och riksdagsmannen Alfred Bexell som i slutet av 1800-talet lät hugga in texterna. De kallas för "Bexells talande stenar". Vi vet än idag inte anledningen till dessa inskriptioner men en hypotes är att Bexell ville förmedla sin livsfilosofi till framtida generationer. Det finns också många namn inristade. De tillhör allt från presidenter, kungar, filosofer och vetenskapsmän till skojare och andra personligheter.
Det är beläget 20 km öster om Varberg i Hallands län.
I området finns ett system av vandringsleder. Det finns tolv markerade leder i området. Delar av området ingår i Natura 2000.

## Naturreservat
I Åkulla bokskogar ingår följande naturreservat:
- Björkekullen
- Karlsvik
- Långanskogen
- Mjällbjär
- Nabben
- Näsnabben
- Skogsbo
- Skärbäck
- Stora Drängabjär
- Toppbjär
- Valaklitt
- Åkullaboket
- Älmebjär

## Övrigt
Vid Yasjön, nära bokskogsområdet, ligger Åkulla friluftsgård. I närheten finns vintertid ett spårområde. Det var den första konstsnöanläggningen för längdskidåkning i Halland. Den tillhandahålls av Åkulla Skidallians som bildades 1998 av föreningarna FK Friskus Varberg, OK Löftan, OK Nackhe och Ringhals IF. Här finns utrymme för både skidtävlingar, motionsåkning och träning inför större skidlopp.